# Dryszczów
Dryszczów [pronunciación en polaco: /ˈdrɨʂt͡ʂuf/] es un pueblo ubicado en el distrito administrativo de Gmina Żmudź, dentro del Condado de Chełm, Voivodato de Lublin, en Polonia oriental. Se encuentra aproximadamente a 3 kilómetros al este de Żmudź, a 22 kilómetros al sureste de Chełm, y a 83 kilómetros al este de la capital regional Lublin.